# Ciśniańsko-Wetliński Park Krajobrazowy
Ciśniańsko-Wetliński Park Krajobrazowy – park krajobrazowy położony w Bieszczadach Zachodnich, na zachód od Bieszczadzkiego Parku Narodowego i Parku Krajobrazowego Doliny Sanu. Wraz z nimi wchodzi w skład Międzynarodowego Rezerwatu Biosfery „Karpaty Wschodnie”. Ciśniańsko-Wetliński Park Krajobrazowy stanowi otulinę Bieszczadzkiego Parku Narodowego od strony zachodniej. Od południa, przez granicę państwową, sąsiaduje ze słowackimi Obszarem Chronionego Krajobrazu „Karpaty Wschodnie” i Parkiem Narodowym „Połoniny”
Park utworzono w 1992. Zajmuje obecnie obszar o powierzchni 51 461 ha (wcześniej podawano wartość 51 013,75 ha) i zalesieniu 83%.
Najwyższe szczyty w parku sięgają prawie 1200 m n.p.m. i charakteryzuje je piętrowy układ roślinności górskiej. Znajdują się w nim dwa rezerwaty cisów. Występują m.in. niedźwiedzie, wilki, rysie i żbiki.

## Rezerwaty przyrody
- Cisy na Górze Jawor (florystyczny)
- Gołoborze (geologiczny)
- Olszyna Łęgowa w Kalnicy (leśny)
- Przełom Osławy pod Duszatynem (krajobrazowy)
- Sine Wiry (krajobrazowy)
- Woronikówka (florystyczny)
- Zwiezło (przyrody nieożywionej)

## Historia
Obszar Ciśniańsko-Wetlińskiego Parku Krajobrazowego już w latach 30. XX w. był atrakcyjnym i zagospodarowanym regionem turystycznym. W Cisnej i Jabłonkach istniały pensjonaty, Komańcza miała osobną dzielnicę letniskową. Wytyczono wówczas i oznakowano szereg szlaków turystycznych. Zarówno latem, jak i zimą, tereny te były pełne letników, pieszych turystów oraz narciarzy. Jednak II wojna światowa i wydarzenia lat 1945–1947, przyczyniły się do wyludnienia obszaru i zahamowania jego rozwoju – nie tylko turystycznego. Dopiero w latach 50. zaczęto się powtórnie interesować Bieszczadami. Pierwsze powojenne wyprawy w wyludnione zakątki gór, nierzadko w towarzystwie żołnierzy WOP, szybko zasłynęły w całym kraju i przyciągnęły rzesze turystów. Jako jedni z pierwszych pojawili się studenci, którzy przyczynili się do powstania sieci baz namiotowych, m.in. na Łopienniku, w Bystrem, Przysłupiu oraz Komańczy.
Od 1992 park stanowi część Międzynarodowego Rezerwatu Biosfery „Karpaty Wschodnie”.